# Jeanne de Montfort-Castres
Pour les articles homonymes, voir Jeanne de Montfort.
Jeanne de Montfort, ou Montfort-Castres ou Montfort de Chambéon, ou Montfort-Amaury, née vers 1255/60 et décédée en 1293, est une aristocrate, qui par mariage est successivement comtesse de Forez, régente puis baronne de Vaud.

## Biographie

### Origines
La date de naissance de Jeanne de Montfort n'est pas précisément connue.  Le site de généalogie Foundation for Medieval Genealogy (FMG) donne pour période de naissance [1255/60].  Elle est la fille de Philippe II de Montfort-Castres et de Jeanne de Lévis-Mirepoix, seigneurs de Castres.

### Comtesse puis régente de Forez
En 1268, elle épouse son cousin Guigues VI d'Albon, et devient comtesse de Forez. À la mort de Guigues, en 1278, leur fils Jean Ier de Forez devient comte ; mais, âgé de seulement trois ans, il est régenté par sa mère, jusqu'à ses quinze ans, en 1290. En tant que régente, elle fut assez appréciée, notamment par des donations aux ordres religieux et des distributions de vivres aux nécessiteux.

### Baronne de Vaud
En 1283, elle se remarie avec Louis de Savoie, dit de Vaud. Selon le site FMG, elle pourrait être sa seconde épouse. Louis est le troisième enfant de Thomas II de Savoie, et devient baron de Vaud, initiant une période durant laquelle le canton de Vaud est vassal de la Savoie,. À l'occasion de ce second mariage, il semble que les seigneurs de Baujeu aient donné à Jeanne le château de Brégnier-Cordon. Le couple a 10 enfants.

### Mort et sépulture

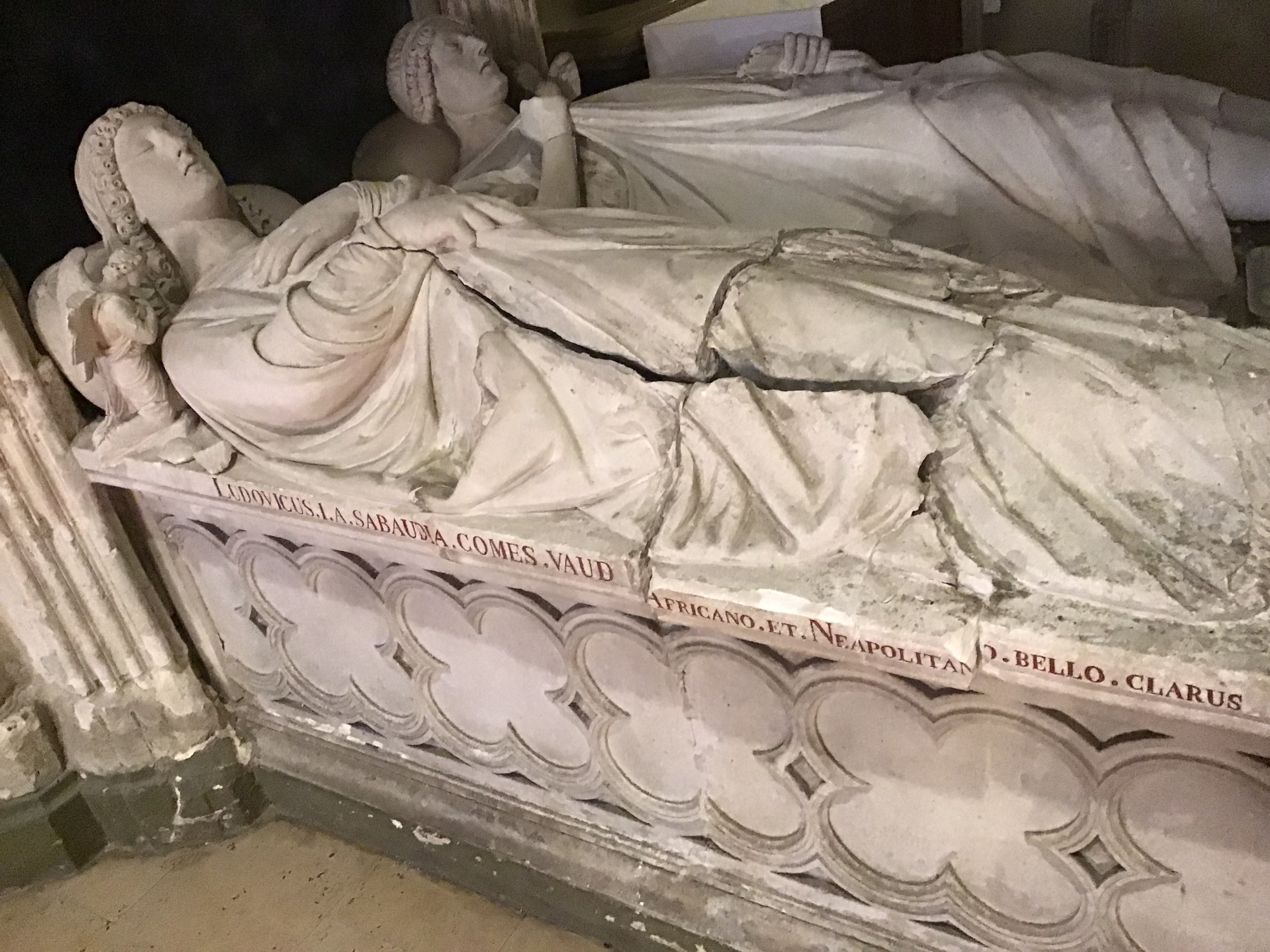
Sculptures de Jeanne de Monfort en 1er plan et son époux Louis de Savoie

Jeanne de Montfort meurt en 1293 et son corps est inhumé, en tant que membre (par son mariage) de la maison de Savoie, dans la nécropole d'Hautecombe.